# Gitane
Gitane är ett franskt cykelmärke. Det grundades 1925 av Marcel Brunelière. Han reste runt så mycket att hans fru började kalla honom zigenare, och han uppkallade sitt cykelmärke efter smeknamnet. Cyklister som Jacques Anquetil (1963-1965), Lucien van Impe (1974-1976), Bernard Hinault (1975-1983), Laurent Fignon (1982-1988) och Greg LeMond (1981-1984) har cyklat på dessa cyklar. Det har tillsammans tagit 11 Tour de France-segrar.
Gitane ägs av den svenska koncernen Cycleurope, som även äger märken som Bianchi, Crescent, DBS, Everton, Monark med flera.